# Eurycentrum
Eurycentrum là một chi thực vật có hoa trong họ, Orchidaceae.